# 小克魯什林齊
49°14′53″N 28°40′17″E / 49.24806°N 28.67139°E
小克魯什林齊（烏克蘭語：Малі Крушлинці），是烏克蘭的村落，位於該國西南部文尼察州，由文尼察區負責管轄，始建於1610年，面積2.96平方公里，海拔高度269米，2001年人口1,684，人口密度每平方公里568.92人。